# والاحضرت

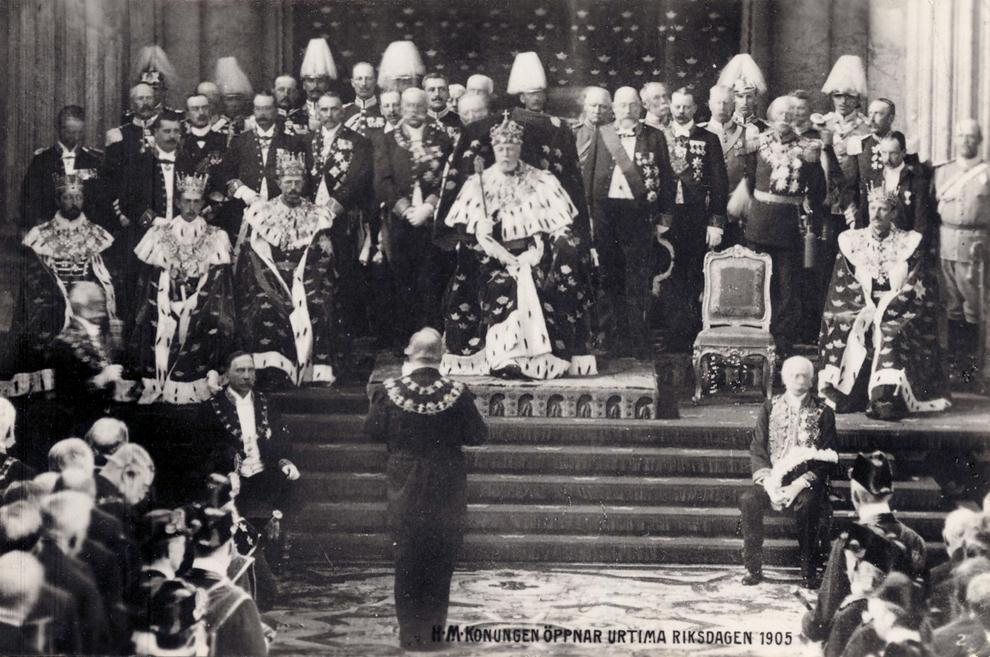

والاحضرت (به انگلیسی: Royal Highness) که والاحضرت همایونی نیز گفته می‌شود عنوانی است که در اشاره به برخی اعضای خانواده سلطنتی،  معمولاً شاهزادگان (ازجمله ولیعهد) به غیر از فرمانروایان و همسرانشان به کار می‌رود. برای اشاره به شخص اول مملکت در نظام‌های پادشاهی، معمولا از لقب اعلی‌حضرت استفاده می‌شود.